# Idrotalcite
L'idrotalcite (simbolo IMA: Htc) è un minerale raro del supergruppo dell'idrotalcite, oltre che del gruppo dell'idrotalcite, appartenente alla classe dei minerali "carbonati e nitrati" con composizione chimica Mg6Al2(CO3)(OH)16 • 4(H2O) e quindi, chimicamente parlando, un carbonato di magnesio-alluminio contenente acqua con ioni idrossido aggiuntivi.

## Etimologia e storia
L'idrotalcite fu trovata per la prima volta nel 1842 nella miniera di pirite di "Solvverkets" vicino a Snarum nel comune di Modum (Norvegia) e descritta da Carl Christian Hochstetter, che chiamò il minerale per il suo aspetto simile al talco e per il contenuto di acqua (dal greco antico ὕδωρ hýdor, "acqua").
Oltre a quelle naturali, il gruppo delle sostanze dell'idrotalcite comprende anche le varietà sintetiche dell'idrotalcite basica a doppio sale. Il primo lavoro completo su questo gruppo minerale fu condotto nel 1941 con la sua classificazione dei gruppi piroaurite e sjögrenite, e nel 1942 con lo studio sul doppio idrossido di magnesio-alluminio.

## Classificazione
Nella nona edizione della sistematica dei minerali secondo Strunz, aggiornata dall'Associazione Mineralogica Internazionale (IMA) fino al 2009, l'idrotalcite è elencata nella classe "5. Carbonati (nitrati)" e da lì nella sottoclasse "5.D Carbonati con anioni aggiuntivi, con H2O"; questa è ulteriormente suddivisa in base alla dimensione dei cationi coinvolti, motivo per cui l'idrotalcite viene classificata nella sezione "5.DA Con cationi di media dimensione", dove forma il sistema nº 5.DA.50 insieme ai minerali comblainite, desautelsite, reevesite, takovite, piroaurite e stichtite.
Nel classificazione dei minerali secondo Dana, usata principalmente nel mondo anglosassone, "carbonati, nitrati e borati" formano una classe minerale comune, come nella sistematica Strunz. Tuttavia, l'idrotalcite si trova nella sottoclasse dei "carbonati con ossidrile o alogeno", dove viene elencata nella sezione "gruppo idrotalcite-sjögrenite (sottogruppo idrotalcite: romboedrico)". L'idrotalcite qui si trova insieme a stichtite, piroaurite e desautelsite nel sistema nº 16b.06.02.
I rappresentanti del gruppo differiscono l'uno dall'altro solo per le diverse sequenze di impilamento degli strati ottaedrici. Ciò si traduce in un due politipi: uno con reticolo cristallino esagonale (politipo 2H), l'altro con trigonale (politipo 3R).

## Abito cristallino
L'idrotalcite cristallizza nel sistema tetragonale nel gruppo spaziale R3m (gruppo spaziale nº 166) con i parametri del reticolo a = 3,05 Å e c = 22,81 Å, oltre a 3/8 unità di formula per cella unitaria.

## Modificazioni e varietà
Il composto Mg6Al2[(OH)16|CO3] • 4(H2O) è dimorfico e può presentarsi in natura non solo come idrotalcite trigonale (politipo 3R), ma anche come manasseite, che cristallizza esagonalmente (politipo 2H).
Oltre ai rappresentanti naturali della famiglia delle idrotalciti, che contengono solo anioni CO2−3 e gruppi OH come anioni interstrato, si possono produrre sinteticamente anche idrotalciti con altri anioni interstrato; è stata descritta un'idrotalcite Ca2Al(OH)6½(SO4) • 3(H2O) leggermente distorta. È stata sintetizzata un'idrotalcite mista Mg/Zn con anioni solfato
Sono state sintetizzate e studiate anche idrotalciti con posizione mista Me3+. In particolare le idrotalciti di Ni sono oggetto di ricerca, soprattutto per la loro importanza come materiale per elettrodi nelle moderne celle di accumulo dell'energia.

## Origine e giacitura
L'idrotalcite si forma principalmente idrotermicamente dalla decomposizione secondaria della serpentinite. Oltre alla serpentinite, i minerali di accompagnamento includono idrotalcite-2H, dolomite ed ematite.
L'idrotalcite è stata rilevata in circa 60 siti sparsi per il mondo.
In Italia il minerale è stato trovato a Lanzada (Lombardia); Lessolo (Piemonte); Ala, Altopiano della Vigolana e Terragnolo (Trentino-Alto Adige); Sigillo (Umbria); Brentino Belluno, Arsiero, Cogollo del Cengio, Posina, Schio, Tonezza del Cimone e Valdastico (Veneto).
Altri siti, solo per citarne alcuni, includono: Doganbaba (distretto di Yeşilova, in Turchia); East Harptree (Regno Unito); Kopparberg (Svezia); le municipalità locali di Ba-Phalaborwa e Joe Morolong (Sud Africa); isola di Niue.
Ritrovamenti di idrotalcite sono stati fatti in vari altri Paesi del mondo.

## Utilizzi
L'idrotalcite è utilizzata principalmente in medicina come antiacido per lo stomaco (iperacidità) per neutralizzare l'acido dello stomaco. Nomi commerciali includono Talcid® (Bayer AG, Wiechert 1976) o Altacit® (Roussel Lab., Playle 1974).
In chimica applicata, l'idrotalcite viene utilizzata come catalizzatore per produrre vari composti organici o per legare soluzioni organiche o rifiuti contenenti metalli pesanti.
Le idrotalciti prodotte sinteticamente vengono utilizzate anche come stabilizzanti nella produzione di PVC. Reagiscono con l'acido cloridrico (HCl) che si forma quando il PVC invecchia.

## Forma in cui si presenta in natura
L'idrotalcite sviluppa cristalli tabulari trasparenti, da ipidiomorfi a idiomorfi, di dimensioni fino a circa 4 mm con superfici cristalline lucide da setose a cerose. Si trovano anche aggregati minerali da frondosi a fibrosi.